# Alexandre Masllorens i Escubós
Àlex (Alexandre) Masllorens i Escubós (Barcelona, 23 d'abril de 1956) és un periodista, escriptor i polític català, diputat al Parlament de Catalunya en les VI i VII Legislatures.

## Biografia
Es llicencià en Ciències de la Informació per la Universitat Autònoma de Barcelona i treballà com a periodista a la revista El Ciervo (degana de les revistes espanyoles en actiu), El Correo Catalán, Avui, TVE (on va ser redactor de Miramar i Cara a Cara, sotsidrector de Recull Informatiu i director de Panorama). Fou president i director general de l'empresa La Productora entre el 1988 i el 1992. Durant aquest període, va dirigir la sèrie de televisió Planeta Sur i va ser productor executiu de la pel·lícula Ni un pam de net.
Membre del Col·legi de Periodistes de Catalunya. També ha estat vicepresident de l'Associació Justícia i Pau de Barcelona, director dels departaments de Migració i de Voluntariat de Càritas Diocesana a Barcelona, membre de la junta directiva del Comitè Català de l'ACNUR i fundador i primer president de la Fundació Futur.
De 1975 a 1978 fou militant del Partit Socialista Popular català.
Ha sigut professor de la Facultat de Comunicació Blanquerna (Universitat Ramon Llull) entre els anys 1997 i el 2017.
Adscrit a la plataforma Ciutadans pel Canvi l'estiu del 1999, fou elegit diputat al Parlament de Catalunya a les eleccions al Parlament de Catalunya de 1999 i 2003. Va ser membre de la ponència redactora del nou Estatut de Catalunya de l'any 2006, també al Congrés dels Diputats i al Senat. Va exercir de portaveu a la Comissió de Justícia i va ser membre de les comissions d'Exteriors, Cooperació i Solidaritat i de la Comissió d'Estudi de la Immigració. Va ser director de l'Agència Catalana de Cooperació al Desenvolupament i assessor de Relacions Externes del Departament de Justícia de la Generalitat de Catalunya. Després va ser cap de campanya de Montserrat Tura a les primàries del PSC per a l'alcaldia de Barcelona (gener-febrer 2011).
Entre el 2011 i el 2015 va ser adjunt a la Gerència de Qualitat de Vida de l'Ajuntament de Barcelona.
El febrer del 2017 va ser nomenat cap de gabinet de la Primera Tinència d'Alcaldia de Barcelona. I el juliol del 2019 director d'Alcaldia de l'Ajuntament de Barcelona.

## Obres
- La herencia política y humana de Enrique Tierno Galván. Tibidabo Ediciones, Barcelona (1985)
- El Quart Món, Editorial Barcanova, Barcelona (1991)
- El Cuarto Mundo, PPC Madrid (1993)
- Informe sobre la immigració, Deriva Editorial, Barcelona (1995)
- Desastre a la 525 (Premi Pere Quart d'Humor i Sàtira 2004), La Campana, Barcelona.
- El poeta indecente, Deriva Editorial, Barcelona (2007), Salto de Página, Madrid (2017),
- La mort sempre acaba la partida, La Vocal de Lis, Barcelona (2018)
- Els papers de Tierno Galván. La rivalitat Madrid-Barcelona dels primers ajuntaments democràtics, Ajuntament de Barcelona (2024)
- Los papeles de Tierno Galván. La rivalidad Madrid-Barcelona de los primeros ayuntamientos democráticos, Ayuntamiento de Barcelona (2024)